# 南京航空
南京航空有限公司（简称:南京航空，英文名：Nanjing Air），是一家总部在江苏南京，已经停止运营的航空公司。1994年起为中国西北航空的控股企业，2003年随西北航一同并入中国东方航空，成为东航江苏公司的一部分。

## 历史
南京航空有限公司前身为南京航空公司、中国联合航空公司南京公司(简称“中联航南京公司")。1987年，南京市旅游局根据南京市政府关于购置国产运七飞机、发展航空旅游的指示，由下属公司南京市旅游服务联营公司成立航空部(南京市旅游服务联营公司航空部，下称南旅航空部)，并组织力量在南京军区空军的协助下，对西安飞机公司及运七飞机进行调研，选定机型，订购两架52座运七100选装型飞机，被南京市政府命名为“紫金号”和“钟山号”。1987年12月，南京市政府和南京军区空军签订了《南京军区空军支持南京市政府开展航空(旅游)运输协议书》。根据协议，空军选调45名空地勤人员，组成运七专业中队，对飞机进行了一系列适应性训练。1988年7月，由空军经营的中国联合航空公司同意南旅航空部加入联航组织。8月5日，南京市政府正式批准在南旅航空部基础上成立南京航空公司，这是全国首家隶属于旅游部门的航空公司兼国内第一家由地方集资兴办的航空公司，也是南京市地方航空事业的肇始。1988年11月，经国务院邹家华副总理同意，将南京市购买的两架运-7型飞机（分别命名为紫金号、钟山号）委托挂靠给中国联合航空公司经营，由空军管理和提供飞行保障，并于同年12月15日在“南京航空公司”基础上成立中联航南京公司；12月27日首航，是由“紫金号”飞机执行南京-福州的航班。中联航南京航空公司还在1989年间与中联航福建公司达成合股联营、筹建东南航空公司的合作协议。由福建省购置两架运七飞机，在东南航空公司建立前交由南京航空公司统一对外经营，惟东南航空公司最后告吹。 
1994年7月17日，在中联航南京公司的基础上，经中国民航总局批准成立南京航空有限公司，属全民所有制企业，注册资金人民币8000万元，由南京市政府、 中国西北航空公司、中国五矿进出口(集团)公司联合经营。经营范围：江苏省内及江苏邻近省际间国内支线的航空客、货运输业务。最初总部设在南京珠江路238号。公司实行董事长领导下的总经理负责制，董事长张树成，总 经理张范翊，副总经理程希杰、傅卿贤。1994年8月8日开航营运，至年底先后开辟南京一南昌，南京一赣州，南 京一宁波，南京一温州，南京一武汉，南京一青岛，南京一连云港，南京一杭州，南京一义乌，南京一黄山等航线，运送旅客13684人次，当年航班正常率达81．2％。
随着2002年中国西北航空公司被中国东方航空兼并和自2003年3月1日起“中国西北航空”正式成为历史，南京航空并入东航江苏公司已成定局。2003年3月初，南京航空公司二字编码统一改为东航江苏公司的MU。7月份，原南京航的飞机机身的航徽正式喷成了东航的标志，原本独立核算体制也正式统一，南京航的600多名员工也和东航江苏公司的职工享受一样的待遇，由此南京航空不复存在。

## 机队
- 5架BAe146（由中国西北航空转让而来）[4]
- 4架运-7（其中两架分别命名为紫金号、钟山号）[2]